# ノヴィ・タルク郡
ノヴィ・タルク郡（ポーランド語:powiat nowotarski、英語:Nowy Targ County）は、南ポーランドのマウォポルスカ県にある地方自治体。スロバキアとも接する。1998年の地方行政区画再編の結果、1999年1月1日に誕生した。郡都で最大の町はノヴィ・タルクでありクラクフの南67kmに位置する。
郡は1,474.66km2の面積がある。2006年の統計で、郡全体の人口が181,878人である。

## 近隣の郡
北西部はスハ・ベスキツカ郡、北部はムィシレニツェ郡、北東部はリマノヴァ郡、東部はノヴィ・ソンチュ郡、南部はタトルィ郡に接している。また、南部はスロバキアとも接している。

## 下位自治体
郡は14つの下位自治体に分割される。（1つの都市、2つの田園都市、11つの田舎）なお、人口順に並べてある。
| 名称                             | 種類     | 面積 (km2) | 人口 (2006年) | 中心地                   |
| ノヴィ・タルク                   | 都市     | 51.1       | 33,493        |                          |
| グミナ・ノヴィ・タルク           | 田舎     | 208.7      | 22,070        | ノヴィ・タルク *         |
| グミナ・チャルヌィ・ドゥナイェツ | 田園都市 | 218.3      | 21,186        | チャルヌィ・ドゥナイェツ |
| グミナ・ラブカ＝ズドルイ         | 田園都市 | 69.0       | 17,190        | ラブカ＝ズドルイ         |
| グミナ・ヤブウォンカ             | 田舎     | 213.3      | 16,910        | ヤブウォンカ             |
| グミナ・ラバ・ヴィジュナ         | 田舎     | 88.3       | 13,525        | ラバ・ヴィジュナ         |
| グミナ・シャフラリ               | 田舎     | 54.3       | 10,227        | シャフラリ               |
| グミナ・ワプシェ・ニジュネ       | 田舎     | 124.8      | 8,785         | ワプシェ・ニジュネ       |
| グミナ・オホトニツァ・ドルナ     | 田舎     | 141.0      | 7,921         | オホトニツァ・ドルナ     |
| グミナ・シュチャフニツァ         | 田園都市 | 87.9       | 7,334         | シュチャフニツァ         |
| グミナ・チョルシュティン         | 田舎     | 61.7       | 7,201         | マニオヴィ               |
| Gmina Krościenko nad Dunajcem    | 田舎     | 57.3       | 6,465         | Krościenko nad Dunajcem  |
| グミナ・リプニツァ・ヴィエルカ   | 田舎     | 67.5       | 5,592         | リプニツァ・ヴィエルカ   |
| グミナ・スピトコヴィツェ         | 田舎     | 32.2       | 3,979         | スピトコヴィツェ         |

## 参照
- ポーランドの公式の人口2006